# Бялобжеґі (Підляське воєводство)
Бялобжеґі (пол. Białobrzegi) — село в Польщі, у гміні Августів Августівського повіту Підляського воєводства.
Населення — 333 особи (2011).
У 1975-1998 роках село належало до Сувальського воєводства.

## Демографія
Демографічна структура станом на 31 березня 2011 року:
|          | Загалом | Допрацездатний вік | Працездатний вік | Постпрацездатний вік |
| -------- | ------- | ------------------ | ---------------- | -------------------- |
| Чоловіки | 174     | 33                 | 125              | 16                   |
| Жінки    | 159     | 20                 | 102              | 37                   |
| Разом    | 333     | 53                 | 227              | 53                   |